# Ольгинский собор (Киев)
Собор Святой Ольги — приходской православный храм в Дарницком районе Киева. Относится к Киевской епархии Украинской православной церкви. Возведён в 2004—2010 годах.

## Духовенство
Священники — протоиерей Всеволод Рыбчинский, протоиерей Федор Русан, протоиерей Александр Ткачук, протоиерей Виктор Тукало, протоиерей Георгий Бышевой, протоиерей Ростислав Снигирев, иерей Виталий Коцаба.

## История
Приход Святой Ольги был зарегистрирован в 1994 году. Первая служба проведена в актовом зале ЖЭК-1406.
В 1997 году было начато строительство церкви св. благоверного князя Всеволода-Гавриила. 19 апреля 1998 года, на Пасху, первая служба прошла в подвале строящегося храма. 10 декабря 1998 года Митрополит Владимир освятил храм.
В 2000 году была построена воскресная школа. Также был построен хозяйственный корпус, в котором размещается трапезная, спортзал, актовый зал, просфирная и комнаты для приема паломников.
Осенью 2004 года произошла закладка собора. 24 июля 2005 года была освящена закладная капсула.
В декабре 2010 года в соборе начались службы.

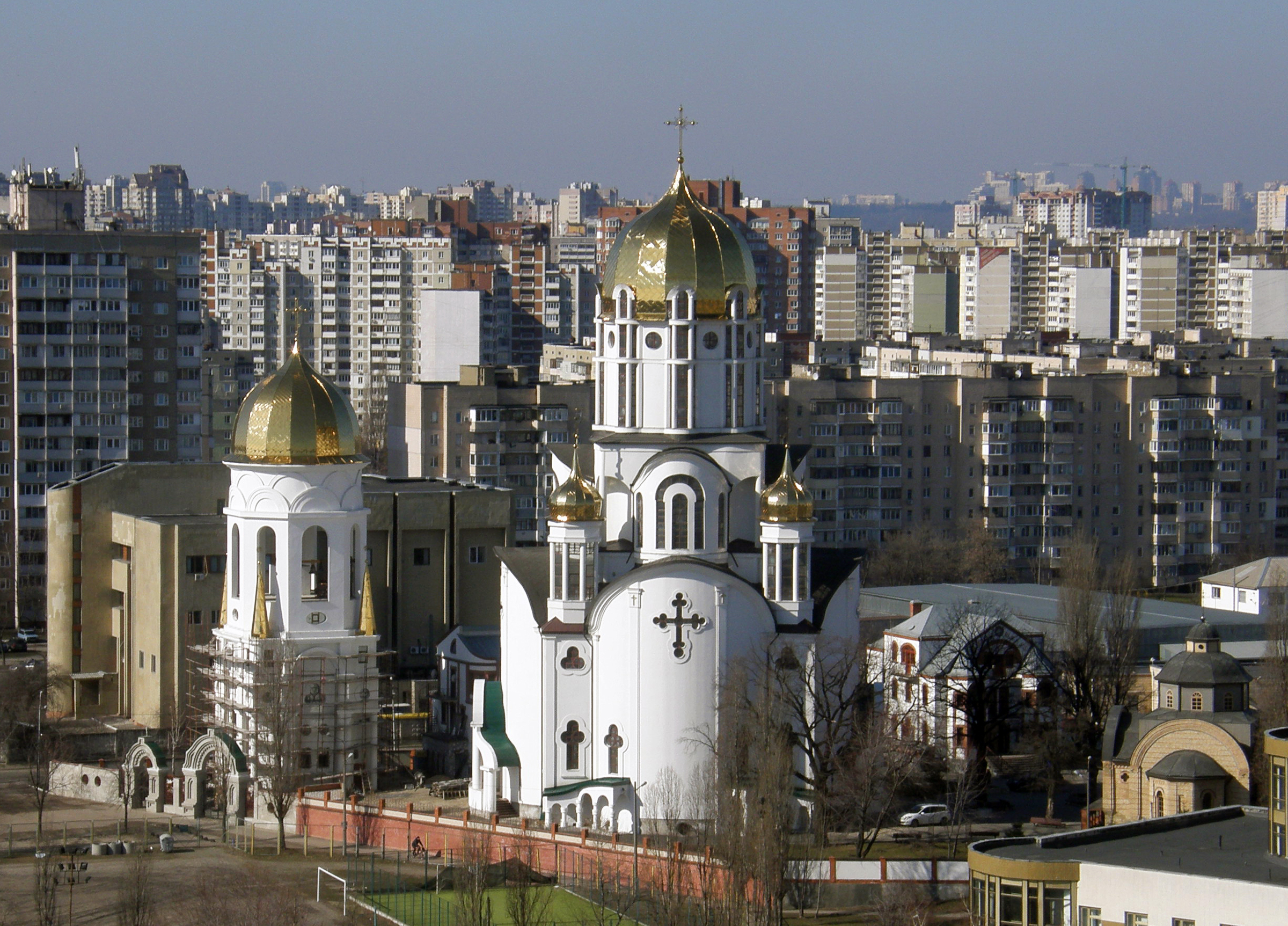
Собор Святой Ольги

## Святыни
Икона Св. Всеволода с частичкой мощей, иконы преп. Иова и Амфилохия Почаевских с частичками мощей.

## Галерея

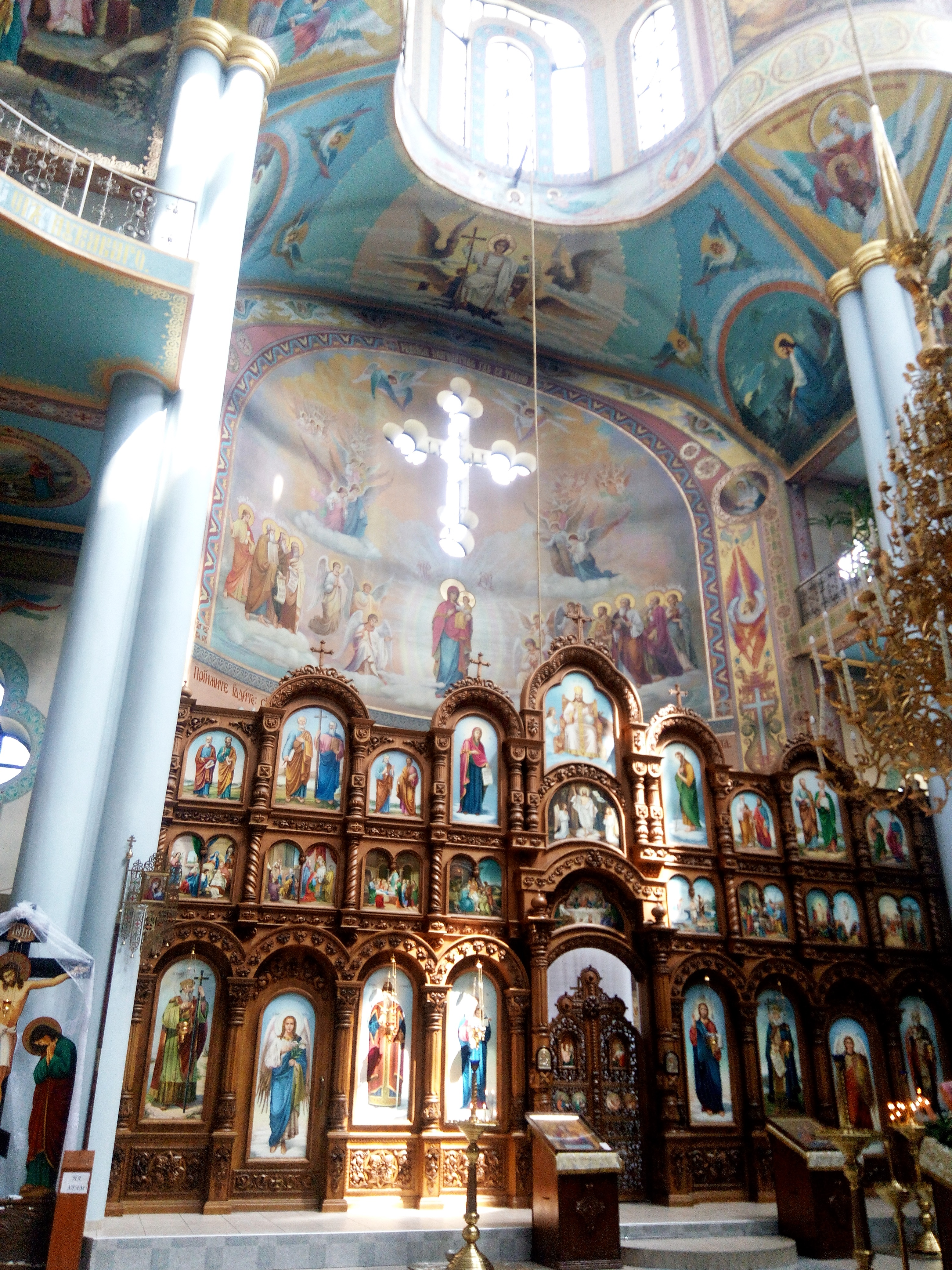
Иконостас и интерьер
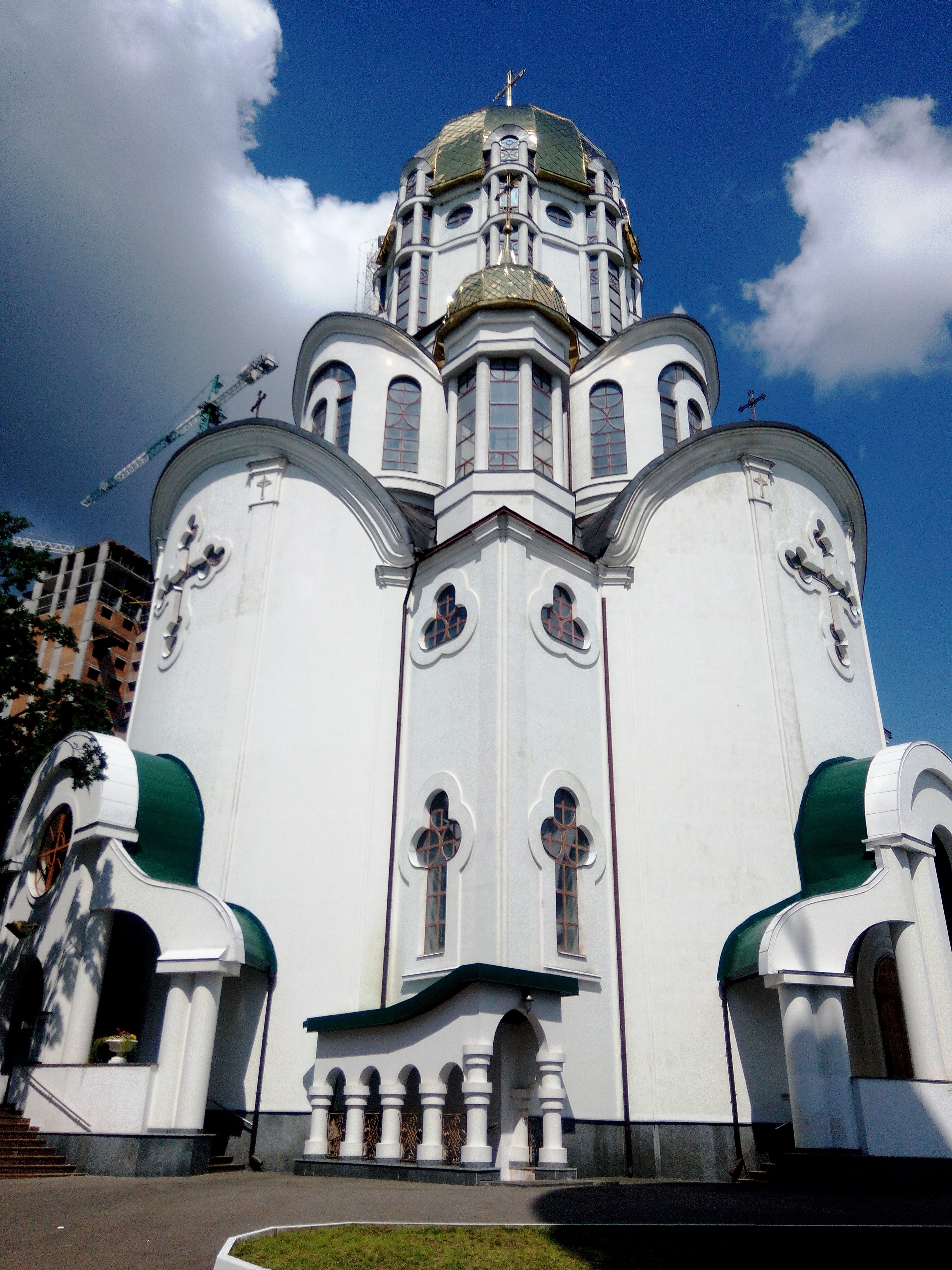
Боковой ракурс
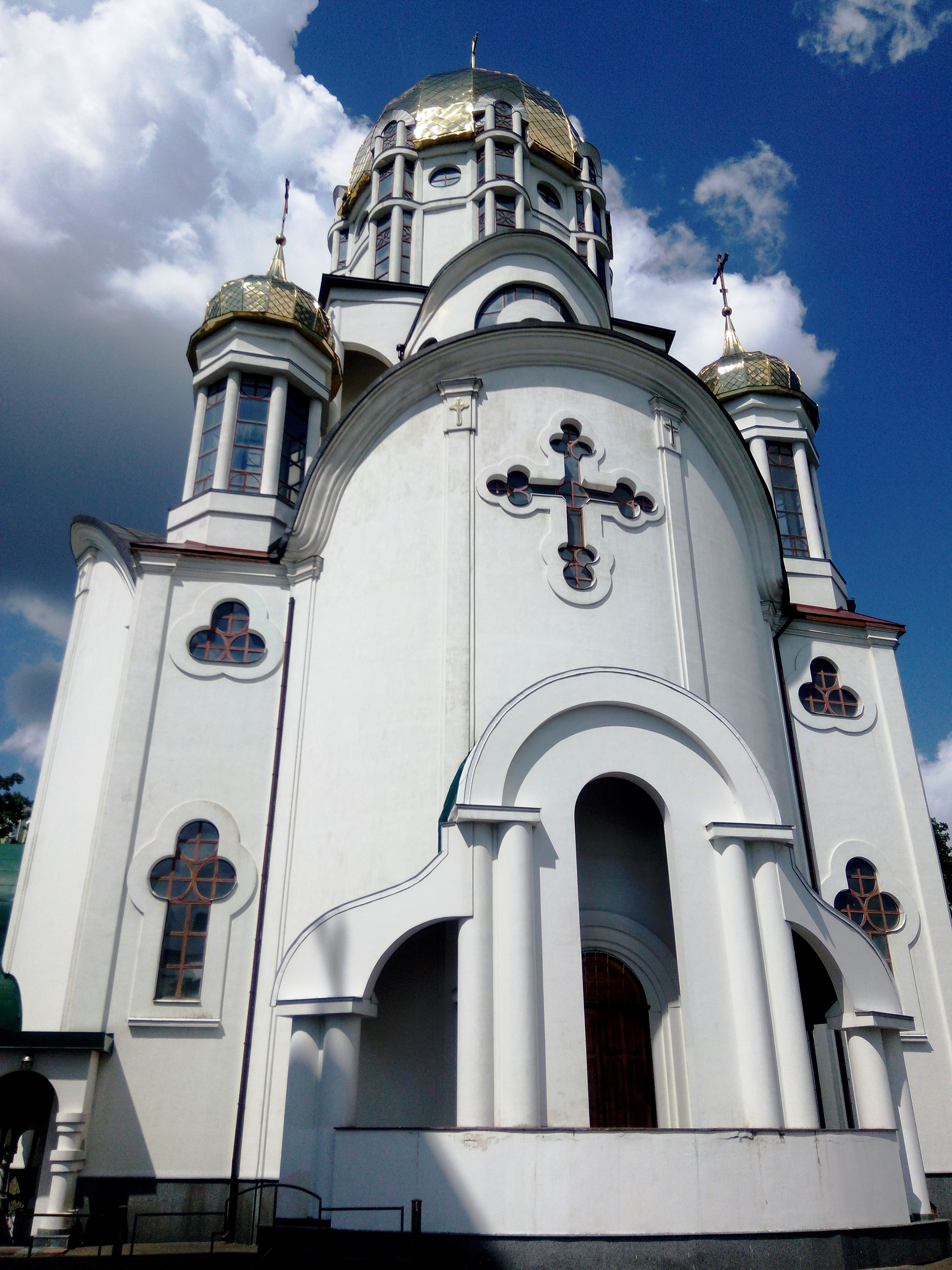
Вид на собор с тыльной стороны
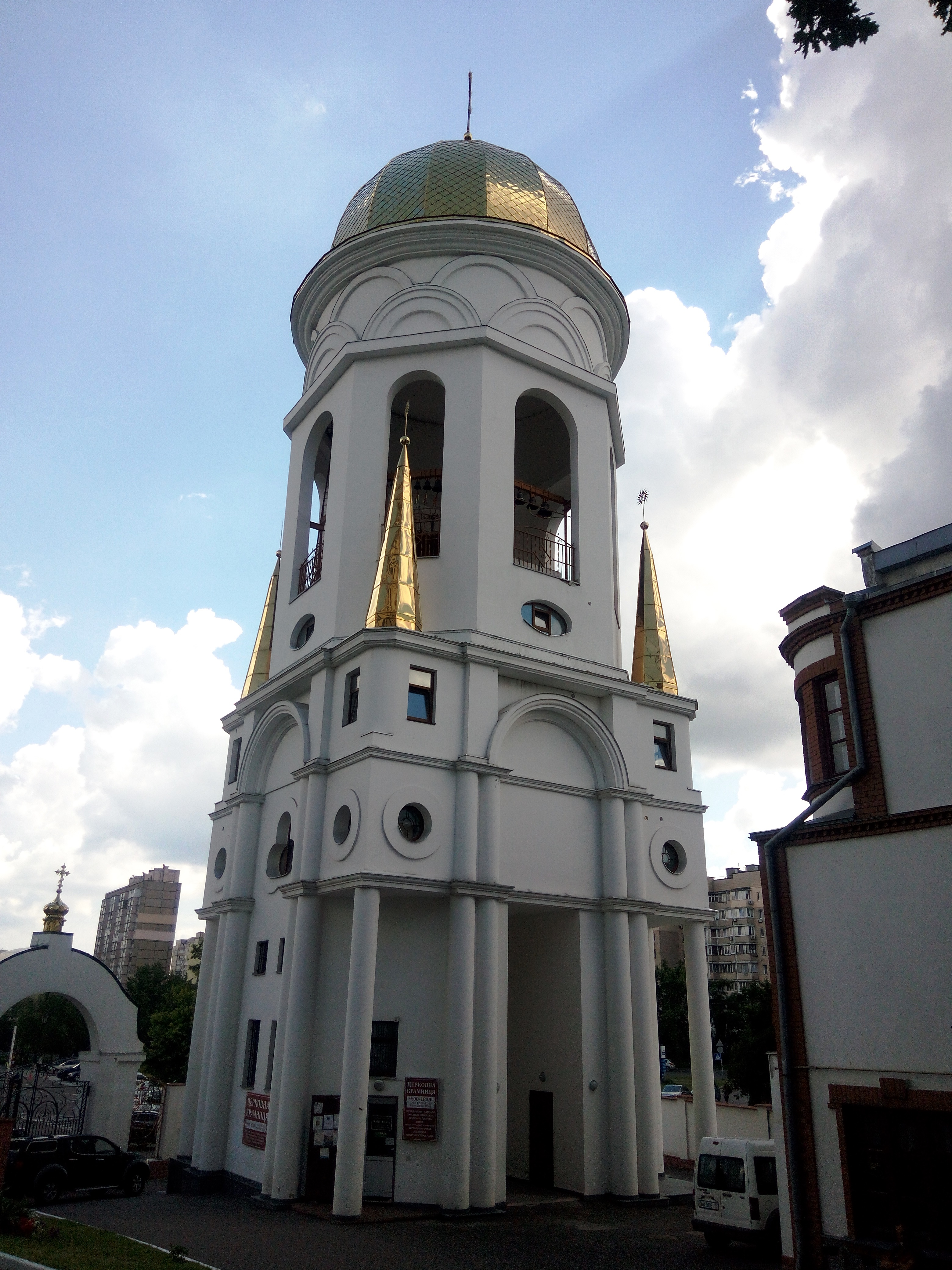
Колокольня
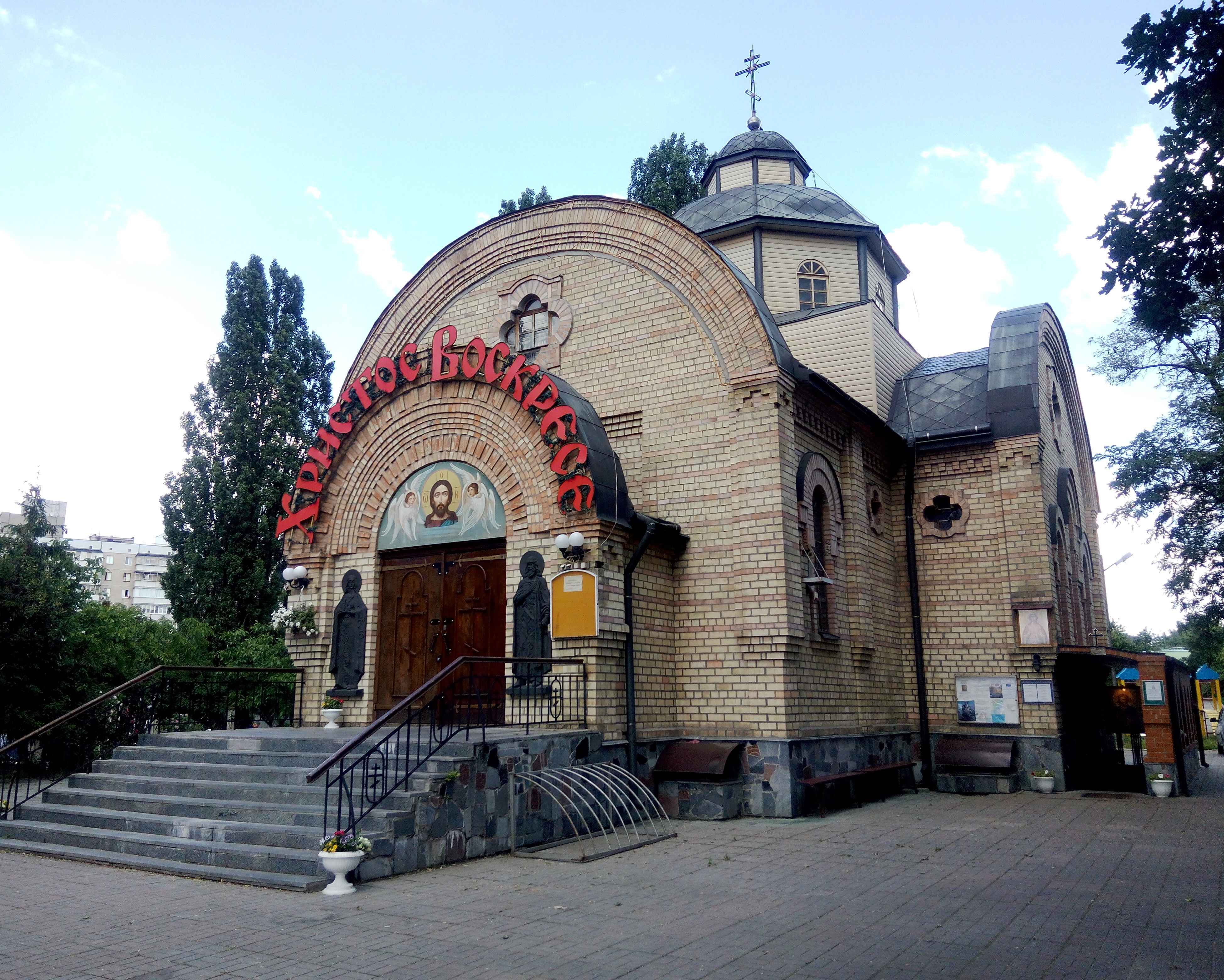
Малый храм